# Premio Pólya (LMS)
Il premio Pólya è un premio in matematica consegnato dalla London Mathematical Society. Secondo solo alla Medaglia De Morgan tra i riconoscimenti della società, viene consegnato in tutti gli anni non divisibili per tre, nei quali non viene consegnata la medaglia. Il premio è stato creato nel 1987 in memoria di George Pólya, matematico ungherese membro della società per oltre 60 anni.
Il premio viene attribuito "in riconoscimento di creatività, esposizione o contributi in matematica all'interno del Regno Unito". Chi abbia già vinto la Medaglia De Morgan non può essere premiato.

## Lista dei premiati
- 1987 John Horton Conway
- 1988 C. T. C. Wall
- 1990 Graeme Segal
- 1991 Ian G. Macdonald
- 1993 David Rees
- 1994 David Williams
- 1996 David Edmunds
- 1997 John Hammersley
- 1999 Simon Donaldson
- 2000 Terence Lyons
- 2002 Nigel Hitchin
- 2003 Angus Macintyre
- 2005 Michael Berry
- 2006 Peter Swinnerton-Dyer
- 2008 David Preiss
- 2009 Roger Heath-Brown
- 2011 E. Brian Davies
- 2012 Dan Segal
- 2014 Miles Reid
- 2015 Boris Zilber
- 2017 Alex Wilkie
- 2018 Karen Vogtmann
- 2020 Martin Liebeck
- 2021 Ehud Hrushovski[1]